# Новоалексеевка (Волновахский район)
Новоалексеевка (укр. Новоолексіївка) — село в Волновахском районе Донецкой области Украины.
Код КОАТУУ — 1421584701. Население по переписи 2001 года составляет 575 человек. Почтовый индекс — 85791. Телефонный код — 6244.

## Адрес местного совета
85765, Донецкая область, Волновахский р-н, с. Новоалексеевка, ул.Молодёжная, 26